# Янди
Янди (чечен. Янди-КӀотар) — село в Ачхой-Мартановском районе Чеченской Республики. Административный центр Яндинского сельского поселения.

## География
Расположено на берегу реки Нетхой, в 7 км к юго-востоку от районного центра Ачхой-Мартан.
Ближайшие населённые пункты: на северо-востоке — сёла Катыр-Юрт и Валерик, на юго-востоке — село Шалажи, на западе — село Старый-Ачхой, на востоке — село Гехи.

## История

### В древности
При раскопках в селении обнаружена пряжка «типа Исти-су», учёные датируют её VI—V веками до нашей эры.

### XX век
В 1944 году после выселения чеченцев и упразднения ЧИАССР, селение Янди было переименовано в Орехово.
Постановлением Президиума Верховного Совета ЧИАССР от 14 августа 1989 года селу было возвращено историческое название.

## Население
| 1990  | 2002  | 2010  | 2012  | 2013  | 2014  | 2015  |
| ----- | ----- | ----- | ----- | ----- | ----- | ----- |
| 2339  | ↘1510 | ↗2488 | ↗2518 | ↗2544 | ↗2555 | ↗2574 |
| 2016  | 2017  | 2018  | 2019  | 2020  | 2021  | 2023  |
| ↗2582 | ↗2598 | ↗2618 | →2618 | ↗2654 | ↘2652 | ↗2659 |
| 2024  |       |       |       |       |       |       |
| ↗2674 |       |       |       |       |       |       |

## Образование
- Яндийская муниципальная средняя общеобразовательная школа[21].